# Krai de Zabaikàlie
El krai de Zabaikàlie (rus: Забайкальский край, Zabaikalski krai) o, simplement, Zabaikàlie és un subjecte federal de Rússia que va ser creat l'1 de març de 2008 com a resultat de la fusió de la província de Txità i l'ókrug autònom d'Aga Buriàtia, després d'un referèndum fet l'11 de març de 2007.
Ravil Geniatulin, el governador de la província de Txità, va ser escollit governador del krai de Zabaikàlie el 5 de febrer de 2008 per la majoria dels diputats de l'assemblea de la província de Txità.

## Geografia
El krai està a la regió històrica de Transbaikàlia.

### Fronteres
El krai fa frontera amb la Xina (998 km) i Mongòlia (868 km). Dins de Rússia limita amb les províncies d'Irkutsk i d'Amur, i també amb les repúbliques de Buriàtia i de Sakhà.

## Demografia
Segons el cens de 2008 els russos són el 89,8% de la població i els buriats el 6,1%.